# 353e régiment d'infanterie
Le 353e régiment d'infanterie (353e RI) est un régiment d'infanterie de l'Armée de terre française constitué en 1914 avec les bataillons de réserve du 153e régiment d'infanterie.
À la mobilisation, chaque régiment d'active créé un régiment de réserve dont le numéro est le sien plus 200. 

## Création et différentes dénominations
- À partir du 2 août 1914 : mise sur pied du 353e régiment d'infanterie à Fontainebleau. Ses deux bataillons partent de façon échelonnée pour la zone des armées les 5 et 6 août 1914.
- Son effectif à l'organisation est de 41 officiers et 2059 sous-officiers et hommes du rang.
- 7 juin 1916 : Le régiment est dissout dans le secteur de Verdun. Son 5e bataillon est versé dans le 346e RI, tandis que le 6e bataillon passe au 356e RI.

## Chefs de corps
- du 2 août 1914 au 23 septembre 1914 : lieutenant-colonel Eugène-François-Victor Esnol (évacué blessé).
- du 23 septembre 1914 au 14 septembre 1915 : chef de bataillon puis lieutenant-colonel Eugène-Charles-Émile Pourel (évacué, mort en septembre 1916 des suites de ses blessures).
- du 14 septembre 1915 au 25 septembre 1915 : chef de bataillon Louis-Auguste Matter (à titre provisoire).
- du 25 septembre 1915 au 7 juin 1916 : lieutenant-colonel Auguste-Cyprien Lagarde.

## Historique des garnisons et batailles

### Première Guerre mondiale

#### Affectations
- 73e division d'infanterie d'août 1914 à juin 1916

## Drapeau
Il porte, cousues en lettres d'or dans ses plis, les inscriptions suivantes :
- Flirey 1914
- Woëvre 1915

## Personnalités ayant servi au régiment
- André Dunoyer de Segonzac (1884-1974), artiste peintre, en tant que sergent en 1914[2].